# Orzelec Mały
Orzelec Mały – wieś w Polsce położona w województwie świętokrzyskim, w powiecie staszowskim, w gminie Łubnice. Leży przy drodze krajowej nr 79.
W latach 1975–1998 miejscowość administracyjnie należała do województwa tarnobrzeskiego.
| SIMC    | Nazwa    | Rodzaj    |
| ------- | -------- | --------- |
| 0798736 | Orleckie | część wsi |

## Historia
Wieś znana w wieku XV wymienia ją Długosz jako „Orlyecz parva” (nazywając Orzelec duży – „Orlyecz magma”). W XV wieku wieś była własnością Rytwiańskich, miała 2 łany i karczmę. Ponadto z 2 łanów dziedzic obrócił na utworzenie folwarku. Wszystkie łany dawały dziesięcinę klasztorowi w Beszowej (Długosz L.B.t.III, s.127). W wieku XVI wieś była własnością Olbrachta Łaskiego odkupił ją od Łaskich kasztelan rawski Stanisław Wolski w 1565 roku.
W 1579 roku właścicielem był Mikołaj Wolski, kasztelan biecki, wieś posiadała wówczas 2 łany, 4 osadników, 1 ogrodnika (Pawiński, Kodeks Małopolski, s.226). Wieś położona w powiecie wiślickim województwie sandomierskim wchodziła w 1662 roku w skład majętności łubnickiej Łukasza Opalińskiego.
Według spisu z roku 1827 wieś posiadała 15 domów i 93 mieszkańców. Według noty Słownika z roku 1886
posiadała 11 osad na gruncie o powierzchni 327 morgi.
Urodził się tu Franciszek Bajor – polski nauczyciel, poseł na Sejm PRL VI kadencji.